# Gyurgyurnica
Gyurgyurnica (macedónul: Гургурница, albánul Gurgurica) település Észak-Macedóniában, a Pologi körzet Brvenicai járásában.

## Népesség
| Lakosok száma | 758  | 889  | 1030 | 1242 | 1159 |      | 1428 | 1556 | 954  |
|               | 1948 | 1953 | 1961 | 1971 | 1981 | 1991 | 1994 | 2002 | 2021 |

2002-ben 1 556 lakosa volt, akik közül 1 549 albán, 1 macedón és 6 egyéb.